# 电子游戏月刊
《电子游戏月刊》（简称EGM）是美国的电子游戏主題杂志，於1988年创刊，以最新世代主机游戏新闻报导为主。杂志于2009年1月停刊，但从2010年4月复刊。目前包括印刷版和电子版两个版本，印刷版一月一刊，电子版一周一刊。

## 雜誌的結構
這本雜誌包括以下部分：
- 投入硬幣
編輯的信-社長的信
登錄-由讀者和雜誌回覆的信件
- 按開始鍵
此節包含關於電子遊戲的一般性條款
EGM大會-關於電子遊戲的討論